# Jean Wadoux
Jean Wadoux (Saint-Pol-sur-Ternoise, 29 januari 1942) is een voormalige Franse middellangeafstandsloper.

## Loopbaan
Hij was een goede vriend van Michel Jazy en werd een tijdlang beschouwd als diens opvolger. Zijn eerste grote succes was als Frans kampioen bij de junioren in 1961, op de 1500 m.
Zijn beste periode waren de late jaren 1960 en begin jaren 1970. Op 25 juni 1965 liep een Franse ploeg, bestaande uit Pierre Vervoort, Jean Nicolas, Michel Jazy en Jean Wadoux, een wereldrecord (14.49,0) op de 4 x 1500 m estafette in Parijs. Tussen 1965 en 1970 werd hij zes opeenvolgende keren Frans kampioen op de 1500 m. Hij werd tweede op de 5000 m op de Europese atletiekkampioenschappen van 1971, achter Juha Väätäinen. Hij verbeterde op 23 juli 1970 in Parijs het Europees record van Michel Jazy op de 1500 m tot 3.34,0, slechts negen tiende van een seconde boven het wereldrecord van Jim Ryun. 
Wadoux nam tweemaal deel aan Olympische Spelen en werd tweemaal negende; in 1964 op de 1500 m en in 1968 op de 5000 m.
Aan het begin van het seizoen van 1972 moest Jean Wadoux geopereerd worden aan de liesspieren. Hij raakte niet meer in vorm voor de Olympische Spelen in München en hij besloot toen om te stoppen met de competitiesport.
Jean Wadoux werd in januari 2003 geridderd in het Legioen van Eer.

## Titels
- Middellandse Zeespelen kampioen 1500 m - 1963
- Frans kampioen 1500 m - 1965, 1966, 1967, 1968, 1969, 1970
- Frans kampioen 5000 m - 1968, 1971
- Frans kampioen veldlopen - 1968, 1972

## Persoonlijke records
| Onderdeel | Tijd           | Datum        | Plaats |
| --------- | -------------- | ------------ | ------ |
| 1000 m    | 2.18,6 (ex-NR) | 1964         |        |
| 1500 m    | 3.34,0 (ex-AR) | 23 juli 1970 | Parijs |
| 5000 m    | 13.28,0        | 1970         |        |

## Palmares

### 1500 m
- 1963:  Middellandse Zeespelen - 3.54,4
- 1964: 9e OS - 3.45,4
- 1965:  Franse kamp. - 3.42,1
- 1966:  Franse kamp. - 3.45,0
- 1967:  Franse kamp. - 3.39,1
- 1968:  Franse kamp. - 3.40,4
- 1969:  Franse kamp. - 3.39,0
- 1970:  Franse kamp. - 3.38,0

### 5000 m
- 1968:  Franse kamp. - 13.57,2
- 1968: 9e OS - 14.20,8
- 1971:  Franse kamp. - 13.49,4
- 1971:  EK - 13.33,60